# Segunda División Profesional de Chile 2025
La Segunda División Profesional de Chile 2025, también conocida como la «Liga Segunda División», es la 15.º edición de la tercera categoría del fútbol chileno. El campeonato lo organiza la Asociación Nacional de Fútbol Profesional (ANFP).
Las novedades para este torneo, son las inclusiones de Barnechea, equipo que descendió de la Primera B 2024 por secretaría, luego de sufrir la resta de 45 puntos, y que no disputa la categoría desde la temporada 2016-2017, en la que fue campeón; y de los equipos de Santiago City y  Brujas de Salamanca, que ascendieron desde la Tercera División A 2024 y que serán debutantes en la categoría y en el profesionalismo.

## Sistema
La Fase Regular constará de 26 fechas, dividiéndose en 2 ruedas de 13 jornadas cada una. Al término de la fase regular, el equipo que ocupe el 1° lugar de la tabla será el campeón del torneo y ascenderá a la Primera B, mientras que los 2 últimos equipos descenderán a la Tercera División A.

### Reglamento
En este torneo se observará el sistema de puntos de acuerdo a la reglamentación de la Internacional F.A. Board, asignándose tres puntos al equipo que resulte ganador; un punto a cada uno en caso de empate; y cero puntos al perdedor.
El orden de clasificación de los equipos se determinará en una tabla de cómputo general, de la siguiente manera:
- A) Mayor cantidad de puntos obtenidos; en caso de igualdad;
- B) Mayor diferencia entre los goles marcados y recibidos; en caso de igualdad;
- C) Mayor cantidad de partidos ganados; en caso de igualdad;
- D) Mayor cantidad de goles convertidos; en caso de igualdad;
- E) Mayor cantidad de goles de visita marcados; en caso de igualdad;
- F) Menor cantidad de tarjetas rojas recibidas; en caso de igualdad;
- G) Menor cantidad de tarjetas amarillas recibidas; en caso de igualdad;
- H) Sorteo.

En cuanto al campeón del torneo 2025, se definirá de acuerdo al siguiente sistema:
- A) Mayor cantidad de puntos obtenidos; en caso de igualdad;
- B) Partido de desempate en cancha neutral.

## Árbitros
Esta es la lista de árbitros del torneo de Segunda División Profesional 2025. Los árbitros de la Primera División, así como los de la Primera B, podrán arbitrar en la parte final de este torneo, siempre y cuando no sean designados, para arbitrar en una fecha del campeonato de la categoría mencionada. Asimismo, los árbitros de esta lista podrán dirigir en las dos categorías más altas, si la ANFP así lo estima conveniente.
| - Mathías Riquelme – - Juan Sepúlveda – - Fabián Pizarro – - Omar Oporto – | - Felipe González – - Reinerio Alvarado – - Jorge Oses – - Diego Vidal – |

Fuente: ARBIFUP

## Relevos
| Pos | a Primera B         |
| --- | ------------------- |
| 1.° | Deportes Concepción |

| Pos  | a Segunda División |
| ---- | ------------------ |
| Ret. | Barnechea          |

| Pos | a Segunda División  |
| --- | ------------------- |
| 1.° | Santiago City       |
| 2.° | Brujas de Salamanca |

| Pos  | a Tercera División A |
| ---- | -------------------- |
| 13.º | Lautaro de Buin      |
| 14.º | Fernández Vial       |

## Localización
| \| Equipo \| Región \| Ciudad \| \| --------------------- \| ------------- \| -------------------------- \| \| Brujas de Salamanca \| Coquimbo \| Salamanca \| \| Provincial Ovalle \| Coquimbo \| Ovalle \| \| Concón National \| Valparaíso \| Concón \| \| San Antonio Unido \| Valparaíso \| San Antonio \| \| Trasandino \| Valparaíso \| Los Andes \| \| Deportes Melipilla \| Metropolitana \| Melipilla \| \| Real San Joaquín \| Metropolitana \| San Joaquín \| \| Santiago City \| Metropolitana \| Las Condes \| \| Deportes Rengo \| O'Higgins \| Rengo \| \| General Velásquez \| O'Higgins \| San Vicente de Tagua Tagua \| \| Deportes Linares \| Maule \| Linares \| \| Provincial Osorno \| Los Lagos \| Osorno \| \| Deportes Puerto Montt \| Los Lagos \| Puerto Montt \| |               |                            |
| Equipo | Región        | Ciudad                     |
| Brujas de Salamanca | Coquimbo      | Salamanca                  |
| Provincial Ovalle | Coquimbo      | Ovalle                     |
| Concón National | Valparaíso    | Concón                     |
| San Antonio Unido | Valparaíso    | San Antonio                |
| Trasandino | Valparaíso    | Los Andes                  |
| Deportes Melipilla | Metropolitana | Melipilla                  |
| Real San Joaquín | Metropolitana | San Joaquín                |
| Santiago City | Metropolitana | Las Condes                 |
| Deportes Rengo | O'Higgins     | Rengo                      |
| General Velásquez | O'Higgins     | San Vicente de Tagua Tagua |
| Deportes Linares | Maule         | Linares                    |
| Provincial Osorno | Los Lagos     | Osorno                     |
| Deportes Puerto Montt | Los Lagos     | Puerto Montt               |

| Equipos de Santiago                                                                |
| ---------------------------------------------------------------------------------- |
| Real San Joaquín Barnechea Santiago City Ubicación de los clubes del Gran Santiago |

| Equipos de la Región Metropolitana                                                |
| --------------------------------------------------------------------------------- |
| Deportes Melipilla Ubicación de los clubes de la Región Metropolitana de Santiago |

## Información
| Equipo                | Entrenador         | Estadio                   | Capacidad | Proveedor | Auspiciador   |
| --------------------- | ------------------ | ------------------------- | --------- | --------- | ------------- |
| Brujas de Salamanca   | Jeremías Viale     | Municipal de Salamanca    | 3.000     | Vandix    | Los Pelambres |
| Concón National       | Orlando Gutiérrez  | Atlético Municipal        | 3.000     | OneFit    | Higuerillas   |
| Deportes Linares      | Rodrigo Meléndez   | Tucapel Bustamante        | 4.000     | Givova    | Meymaq        |
| Deportes Melipilla    | Bandera de ?       | Soinca Bata               | 1.500     | Givova    | Ariztía       |
| Deportes Puerto Montt | Jaime Vera         | Chinquihue                | 10.000    | Claus-7   | Andes Salud   |
| Deportes Rengo        | Martín Garnero     | Guillermo Guzmán          | 3.000     | Infinity  | Pegsa         |
| General Velásquez     | Matías Garrido     | Augusto Rodríguez         | 3.000     | Andrómeda |               |
| Provincial Osorno     | Rodrigo Venegas    | Rubén Marcos              | 12.000    | Macron    | Ciudad Limpia |
| Provincial Ovalle     | Bandera de ?       | Diaguita                  | 5.160     | Training  | G&G Minería   |
| Real San Joaquín      | Jaime Lizama       | Guillermo Guzmán          | 2.000     | Pion      | Carnes Bilbao |
| San Antonio Unido     | Fernando Gutiérrez | Municipal de La Pintana   | 5.000     | Acerbis   |               |
| Santiago City         | Rafael Celedón     | Municipal de Lo Barnechea | 2.500     | OneFit    |               |
| Trasandino            | Agustín Almarza    | Regional de Los Andes     | 3.500     | Playmaker |               |

## Clasificación
| Pos. | Equipo                | Pts. | PJ | G | E | P  | GF | GC | Dif. |  |
| ---- | --------------------- | ---- | -- | - | - | -- | -- | -- | ---- |  |
| 1    | Deportes Puerto Montt | 32   | 16 | 9 | 5 | 2  | 33 | 12 | +21  |  |
| 2    | Provincial Ovalle     | 29   | 16 | 8 | 5 | 3  | 18 | 11 | +7   |  |
| 3    | Deportes Melipilla    | 28   | 16 | 9 | 1 | 6  | 28 | 21 | +7   |  |
| 4    | Deportes Linares      | 28   | 16 | 8 | 4 | 4  | 23 | 21 | +2   |  |
| 5    | Provincial Osorno     | 26   | 16 | 9 | 2 | 5  | 29 | 21 | +8   |  |
| 6    | Trasandino            | 22   | 16 | 7 | 1 | 8  | 23 | 23 | 0    |  |
| 7    | San Antonio Unido     | 21   | 16 | 7 | 3 | 6  | 30 | 27 | +3   |  |
| 8    | Brujas de Salamanca   | 21   | 15 | 6 | 3 | 6  | 18 | 20 | −2   |  |
| 9    | Concón National       | 20   | 16 | 6 | 2 | 8  | 25 | 23 | +2   |  |
| 10   | General Velásquez     | 18   | 16 | 4 | 6 | 6  | 20 | 25 | −5   |  |
| 11   | Deportes Rengo        | 14   | 15 | 4 | 2 | 9  | 14 | 25 | −11  |  |
| 12   | Santiago City         | 12   | 15 | 3 | 3 | 9  | 17 | 37 | −20  |  |
| 13   | Real San Joaquín      | 9    | 15 | 2 | 3 | 10 | 11 | 27 | −16  |  |
| 14   | Barnechea             | 0    | 0  | 0 | 0 | 0  | 0  | 0  | 0    |  |

Actualizado a los partidos jugados el 17 de agosto de 2025.
 Fuente: Campeonato Chileno
     Asciende a la Primera B.
     Desciende a la Tercera División A.
| Sentencias                                                                              |
| --------------------------------------------------------------------------------------- |
| - Reducción de 3 puntos a Provincial Osorno - Reducción de 3 puntos a San Antonio Unido |

## Evolución
| Equipo / Fecha        | 01   | 02   | 03   | 04   | 05   | 06   | 07   | 08   | 09   | 10   | 11   | 12   | 13   | 14 | 15 | 16 | 17 | 18 | 19 | 20 | 21 | 22 | 23 | 24 | 25 | 26 |
| --------------------- | ---- | ---- | ---- | ---- | ---- | ---- | ---- | ---- | ---- | ---- | ---- | ---- | ---- | -- | -- | -- | -- | -- | -- | -- | -- | -- | -- | -- | -- | -- |
| Deportes Puerto Montt | 1.°  | 2.°  | 1.°  | 1.°  | 1.°  | 1.°  | 1.°  | 1.°  | 1.°  | 1.°  | 1.°  | 1.°  | 1.°  | .° | .° | .° | .° | .° | .° | .° | .° | .° | .° | .° | .° | .° |
| Deportes Linares      | 11.° | 10.° | 6.°  | 8.°  | 4.°  | 7.°  | 4.°  | 3.°  | 3.°  | 2.°  | 2.°  | 2.°  | 2.°  | .° | .° | .° | .° | .° | .° | .° | .° | .° | .° | .° | .° | .° |
| Provincial Ovalle     | 6.°  | 6.°  | 4.°  | 3.°  | 2.°  | 2.°  | 2.°  | 2.°  | 2.°  | 3.°  | 3.°  | 3.°  | 3.°  | .° | .° | .° | .° | .° | .° | .° | .° | .° | .° | .° | .° | .° |
| Provincial Osorno     | 2.°  | 3.°  | 2.°  | 4.°  | 9.°  | 11.° | 12.° | 11.° | 7.°  | 4.°  | 6.°  | 4.°  | 4.°  | .° | .° | .° | .° | .° | .° | .° | .° | .° | .° | .° | .° | .° |
| Concón Nacional       | 8.°  | 13.° | 13.° | 14.° | 10.° | 3.°  | 5.°  | 6.°  | 8.°  | 5.°  | 7.°  | 5.°  | 5.°  | .° | .° | .° | .° | .° | .° | .° | .° | .° | .° | .° | .° | .° |
| San Antonio Unido     | 3.°  | 4.°  | 7.°  | 6.°  | 8.°  | 6.°  | 7.°  | 9.°  | 10.° | 9.°  | 4.°  | 7.°  | 6.°  | .° | .° | .° | .° | .° | .° | .° | .° | .° | .° | .° | .° | .° |
| Deportes Melipilla    | 13.° | 5.°  | 8.°  | 9.°  | 11.° | 12.° | 9.°  | 12.° | 12.° | 13.° | 11.° | 10.° | 7.°  | .° | .° | .° | .° | .° | .° | .° | .° | .° | .° | .° | .° | .° |
| Trasandino            | 4.°  | 1.°  | 3.°  | 2.°  | 3.°  | 4.°  | 3.°  | 4.°  | 5.°  | 7.°  | 9.°  | 6.°  | 8.°  | .° | .° | .° | .° | .° | .° | .° | .° | .° | .° | .° | .° | .° |
| Brujas de Salamanca   | 14.° | 14.° | 14.° | 10.° | 6.°  | 9.°  | 10.° | 5.°  | 4.°  | 6.°  | 8.°  | 8.°  | 9.°  | .° | .° | .° | .° | .° | .° | .° | .° | .° | .° | .° | .° | .° |
| Deportes Rengo        | 5.°  | 8.°  | 5.°  | 7.°  | 5.°  | 8.°  | 8.°  | 10.° | 6.°  | 10.° | 5.°  | 9.°  | 10.° | .° | .° | .° | .° | .° | .° | .° | .° | .° | .° | .° | .° | .° |
| General Velásquez     | 9.°  | 7.°  | 9.°  | 5.°  | 7.°  | 5.°  | 6.°  | 7.°  | 9.°  | 8.°  | 10.° | 11.° | 11.° | .° | .° | .° | .° | .° | .° | .° | .° | .° | .° | .° | .° | .° |
| Real San Joaquín      | 10.° | 9.°  | 11.° | 12.° | 13.° | 10.° | 11.° | 8.°  | 11.° | 11.° | 12.° | 12.° | 12.° | .° | .° | .° | .° | .° | .° | .° | .° | .° | .° | .° | .° | .° |
| Santiago City         | 12.° | 11.° | 10.° | 11.° | 12.° | 13.° | 13.° | 13.° | 13.° | 12.° | 13.° | 13.° | 13.° | .° | .° | .° | .° | .° | .° | .° | .° | .° | .° | .° | .° | .° |

## Resultados
- Los horarios corresponden al huso horario de Chile: UTC-4 en horario estándar y UTC-3 en horario de verano.

### Primera rueda
| Fecha 1               | Fecha 1   | Fecha 1             | Fecha 1                   | Fecha 1     | Fecha 1     |
| Local                 | Resultado | Visita              | Estadio                   | Fecha       | Hora        |
| --------------------- | --------- | ------------------- | ------------------------- | ----------- | ----------- |
| Provincial Osorno     | 3 - 1     | Deportes Melipilla  | Rubén Marcos              | 1 de marzo  | 18:00       |
| Deportes Puerto Montt | 4 - 0     | Brujas de Salamanca | Chinquihue                | 1 de marzo  | 20:30       |
| Santiago City         | 0 - 1     | Trasandino          | Municipal de Lo Barnechea | 2 de marzo  | 18:00       |
| Concón National       | 3 - 0     | General Velásquez   | Atlético Municipal        | 2 de marzo  | 18:00       |
| San Antonio Unido     | 2 - 1     | Deportes Linares    | Municipal de La Pintana   | 2 de marzo  | 20:30       |
| Deportes Rengo        | 1 - 1     | Provincial Ovalle   | Guillermo Guzmán          | 3 de marzo  | 20:30       |
| Real San Joaquín      | vs        | Barnechea           | Por definir               | Por definir | Por definir |

| Fecha 2               | Fecha 2   | Fecha 2             | Fecha 2               | Fecha 2     | Fecha 2     |
| Local                 | Resultado | Visita              | Estadio               | Fecha       | Hora        |
| --------------------- | --------- | ------------------- | --------------------- | ----------- | ----------- |
| Deportes Melipilla    | 3 - 2     | Concón National     | Soinca Bata           | 8 de marzo  | 18:00       |
| Deportes Puerto Montt | 2 - 2     | San Antonio Unido   | Chinquihue            | 8 de marzo  | 18:00       |
| Deportes Linares      | 1 - 1     | Real San Joaquín    | Tucapel Bustamante    | 8 de marzo  | 20:30       |
| General Velásquez     | 3 - 3     | Provincial Osorno   | Augusto Rodríguez     | 9 de marzo  | 18:00       |
| Trasandino            | 3 - 1     | Brujas de Salamanca | Regional de Los Andes | 9 de marzo  | 20:30       |
| Provincial Ovalle     | 0 - 0     | Santiago City       | Diaguita              | 10 de marzo | 20:30       |
| Barnechea             | vs        | Deportes Rengo      | Por definir           | Por definir | Por definir |

| Fecha 3             | Fecha 3   | Fecha 3               | Fecha 3                   | Fecha 3     | Fecha 3     |
| Local               | Resultado | Visita                | Estadio                   | Fecha       | Hora        |
| ------------------- | --------- | --------------------- | ------------------------- | ----------- | ----------- |
| Provincial Osorno   | 3 - 1     | Trasandino            | Rubén Marcos              | 15 de marzo | 18:00       |
| Real San Joaquín    | 1 - 3     | Deportes Puerto Montt | Municipal de Lo Barnechea | 15 de marzo | 18:00       |
| San Antonio Unido   | 0 - 2     | Provincial Ovalle     | Municipal de La Pintana   | 15 de marzo | 20:30       |
| Deportes Rengo      | 3 - 1     | Deportes Melipilla    | Guillermo Guzmán          | 16 de marzo | 18:00       |
| Concón National     | 0 - 1     | Deportes Linares      | Atlético Municipal        | 16 de marzo | 18:00       |
| Santiago City       | 1 - 1     | General Velásquez     | Municipal de Lo Barnechea | 16 de marzo | 18:00       |
| Brujas de Salamanca | vs        | Barnechea             | Por definir               | Por definir | Por definir |

| Fecha 4               | Fecha 4   | Fecha 4             | Fecha 4                 | Fecha 4     | Fecha 4     |
| Local                 | Resultado | Visita              | Estadio                 | Fecha       | Hora        |
| --------------------- | --------- | ------------------- | ----------------------- | ----------- | ----------- |
| San Antonio Unido     | 1 - 1     | Real San Joaquín    | Municipal de La Pintana | 28 de marzo | 18:00       |
| Deportes Linares      | 0 - 1     | Brujas de Salamanca | Tucapel Bustamante      | 29 de marzo | 18:00       |
| Provincial Ovalle     | 1 - 0     | Provincial Osorno   | Diaguita                | 29 de marzo | 18:00       |
| General Velásquez     | 2 - 0     | Deportes Melipilla  | Augusto Rodríguez       | 30 de marzo | 18:00       |
| Deportes Puerto Montt | 3 - 0     | Deportes Rengo      | Chinquihue              | 30 de marzo | 18:00       |
| Trasandino            | 4 - 0     | Concón National     | Regional de Los Andes   | 30 de marzo | 20:30       |
| Barnechea             | vs        | Santiago City       | Por definir             | Por definir | Por definir |

| Fecha 5             | Fecha 5   | Fecha 5               | Fecha 5                   | Fecha 5     | Fecha 5     |
| Local               | Resultado | Visita                | Estadio                   | Fecha       | Hora        |
| ------------------- | --------- | --------------------- | ------------------------- | ----------- | ----------- |
| Provincial Osorno   | 1 - 3     | Concón National       | Rubén Marcos              | 5 de abril  | 15:00       |
| Trasandino          | 0 - 2     | Deportes Puerto Montt | Regional de Los Andes     | 5 de abril  | 17:30       |
| Santiago City       | 2 - 3     | Deportes Linares      | Municipal de Lo Barnechea | 6 de abril  | 12:30       |
| General Velásquez   | 1 - 2     | Provincial Ovalle     | Augusto Rodríguez         | 6 de abril  | 15:00       |
| Brujas de Salamanca | 2 - 0     | San Antonio Unido     | Municipal 2 de Salamanca  | 6 de abril  | 15:00       |
| Deportes Rengo      | 1 - 0     | Real San Joaquín      | Guillermo Guzmán          | 7 de abril  | 17:30       |
| Deportes Melipilla  | vs        | Barnechea             | Por definir               | Por definir | Por definir |

| Fecha 6               | Fecha 6   | Fecha 6             | Fecha 6                   | Fecha 6     | Fecha 6     |
| Local                 | Resultado | Visita              | Estadio                   | Fecha       | Hora        |
| --------------------- | --------- | ------------------- | ------------------------- | ----------- | ----------- |
| Real San Joaquín      | 2 - 1     | Brujas de Salamanca | Municipal de Lo Barnechea | 12 de abril | 12:30       |
| Deportes Puerto Montt | 0 - 1     | General Velásquez   | Chinquihue                | 12 de abril | 15:00       |
| San Antonio Unido     | 2 - 0     | Deportes Rengo      | Municipal de La Pintana   | 12 de abril | 17:30       |
| Concón National       | 5 - 0     | Santiago City       | Atlético Municipal        | 13 de abril | 12:30       |
| Provincial Ovalle     | 1 - 2     | Deportes Melipilla  | Municipal de Punitaqui    | 17 de abril | 16:00       |
| Deportes Linares      | 0 - 3     | Provincial Osorno   | Tucapel Bustamante        | 17 de abril | 19:30       |
| Barnechea             | vs        | Trasandino          | Por definir               | Por definir | Por definir |

| Fecha 7             | Fecha 7   | Fecha 7               | Fecha 7                   | Fecha 7     | Fecha 7     |
| Local               | Resultado | Visita                | Estadio                   | Fecha       | Hora        |
| ------------------- | --------- | --------------------- | ------------------------- | ----------- | ----------- |
| Brujas de Salamanca | 1 - 1     | Deportes Rengo        | Municipal 2 de Salamanca  | 26 de abril | 12:30       |
| Deportes Melipilla  | 1 - 1     | Deportes Puerto Montt | Soinca Bata               | 26 de abril | 15:00       |
| Trasandino          | 2 - 1     | San Antonio Unido     | Regional de Los Andes     | 26 de abril | 17:30       |
| General Velásquez   | 1 - 1     | Deportes Linares      | Augusto Rodríguez         | 27 de abril | 15:00       |
| Concón National     | 0 - 3     | Provincial Ovalle     | Atlético Municipal        | 27 de abril | 17:30       |
| Santiago City       | 2 - 1     | Real San Joaquín      | Municipal de Lo Barnechea | 18 de mayo  | 15:00       |
| Provincial Osorno   | vs        | Barnechea             | Por definir               | Por definir | Por definir |

| Fecha 8               | Fecha 8   | Fecha 8            | Fecha 8                   | Fecha 8     | Fecha 8     |
| Local                 | Resultado | Visita             | Estadio                   | Fecha       | Hora        |
| --------------------- | --------- | ------------------ | ------------------------- | ----------- | ----------- |
| San Antonio Unido     | 1 - 2     | Provincial Osorno  | Municipal de La Pintana   | 3 de mayo   | 12:30       |
| Deportes Puerto Montt | 2 - 0     | Provincial Ovalle  | Chinquihue                | 3 de mayo   | 15:00       |
| Deportes Linares      | 2 - 1     | Deportes Melipilla | Tucapel Bustamante        | 3 de mayo   | 17:30       |
| Real San Joaquín      | 1 - 0     | Trasandino         | Municipal de Lo Barnechea | 4 de mayo   | 12:30       |
| Brujas de Salamanca   | 3 - 0     | General Velásquez  | Municipal 2 de Salamanca  | 4 de mayo   | 15:00       |
| Deportes Rengo        | 1 - 2     | Santiago City      | Guillermo Guzmán          | 4 de mayo   | 17:30       |
| Barnechea             | vs        | Concón National    | Por definir               | Por definir | Por definir |

| Fecha 9            | Fecha 9   | Fecha 9               | Fecha 9                   | Fecha 9     | Fecha 9     |
| Local              | Resultado | Visita                | Estadio                   | Fecha       | Hora        |
| ------------------ | --------- | --------------------- | ------------------------- | ----------- | ----------- |
| Provincial Ovalle  | 1 - 1     | Deportes Linares      | Municipal de Punitaqui    | 9 de mayo   | 15:00       |
| Provincial Osorno  | 5 - 0     | Real San Joaquín      | Rubén Marcos              | 10 de mayo  | 15:00       |
| Concón National    | 0 - 0     | Deportes Puerto Montt | Atlético Municipal        | 10 de mayo  | 17:30       |
| Deportes Melipilla | 1 - 2     | Brujas de Salamanca   | Soinca Bata               | 11 de mayo  | 15:00       |
| Trasandino         | 1 - 2     | Deportes Rengo        | Regional de Los Andes     | 11 de mayo  | 17:30       |
| Santiago City      | 1 - 4     | San Antonio Unido     | Municipal de Lo Barnechea | 14 de junio | 15:00       |
| General Velásquez  | vs        | Barnechea             | Por definir               | Por definir | Por definir |

| Fecha 10              | Fecha 10  | Fecha 10           | Fecha 10                | Fecha 10    | Fecha 10    |
| Local                 | Resultado | Visita             | Estadio                 | Fecha       | Hora        |
| --------------------- | --------- | ------------------ | ----------------------- | ----------- | ----------- |
| Deportes Linares      | 3 - 2     | Trasandino         | Tucapel Bustamante      | 17 de mayo  | 17:30       |
| Deportes Puerto Montt | 5 - 1     | Santiago City      | Chinquihue              | 24 de mayo  | 12:00       |
| Deportes Rengo        | 1 - 2     | Provincial Osorno  | Guillermo Guzmán        | 24 de mayo  | 15:00       |
| San Antonio Unido     | 3 - 2     | Deportes Melipilla | Municipal de La Pintana | 25 de mayo  | 12:00       |
| Brujas de Salamanca   | 2 - 3     | Concón National    | Municipal de Salamanca  | 25 de mayo  | 15:00       |
| Real San Joaquín      | 1 - 2     | General Velásquez  | Guillermo Guzmán        | 25 de mayo  | 17:30       |
| Barnechea             | vs        | Provincial Ovalle  | Por definir             | Por definir | Por definir |

| Fecha 11           | Fecha 11  | Fecha 11              | Fecha 11                  | Fecha 11    | Fecha 11    |
| Local              | Resultado | Visita                | Estadio                   | Fecha       | Hora        |
| ------------------ | --------- | --------------------- | ------------------------- | ----------- | ----------- |
| Provincial Ovalle  | 0 - 0     | Real San Joaquín      | Francisco Sánchez         | 30 de mayo  | 15:00       |
| Concón National    | 0 - 2     | San Antonio Unido     | Atlético Municipal        | 30 de mayo  | 17:30       |
| General Velásquez  | 0 - 1     | Deportes Rengo        | Augusto Rodríguez         | 1 de junio  | 12:30       |
| Deportes Melipilla | 4 - 0     | Trasandino            | Soinca Bata               | 1 de junio  | 15:00       |
| Santiago City      | 3 - 2     | Brujas de Salamanca   | Municipal de Lo Barnechea | 5 de julio  | 12:30       |
| Provincial Osorno  | 0 - 1     | Deportes Puerto Montt | Rubén Marcos              | 6 de julio  | 15:00       |
| Deportes Linares   | vs        | Barnechea             | Por definir               | Por definir | Por definir |

| Fecha 12              | Fecha 12  | Fecha 12           | Fecha 12                  | Fecha 12    | Fecha 12    |
| Local                 | Resultado | Visita             | Estadio                   | Fecha       | Hora        |
| --------------------- | --------- | ------------------ | ------------------------- | ----------- | ----------- |
| Brujas de Salamanca   | 0 - 0     | Provincial Ovalle  | Municipal de Salamanca    | 7 de junio  | 12:30       |
| Santiago City         | 1 - 3     | Provincial Osorno  | Municipal de Lo Barnechea | 7 de junio  | 15:00       |
| Deportes Rengo        | 0 - 4     | Concón National    | Guillermo Guzmán          | 7 de junio  | 17:30       |
| Deportes Puerto Montt | 1 - 1     | Deportes Linares   | Chinquihue                | 8 de junio  | 12:30       |
| Real San Joaquín      | 0 - 1     | Deportes Melipilla | Guillermo Guzmán          | 8 de junio  | 15:00       |
| Trasandino            | 3 - 0     | General Velásquez  | Regional de Los Andes     | 8 de junio  | 17:30       |
| San Antonio Unido     | vs        | Barnechea          | Por definir               | Por definir | Por definir |

| Fecha 13           | Fecha 13  | Fecha 13              | Fecha 13           | Fecha 13    | Fecha 13    |
| Local              | Resultado | Visita                | Estadio            | Fecha       | Hora        |
| ------------------ | --------- | --------------------- | ------------------ | ----------- | ----------- |
| Concón National    | 3 - 1     | Real San Joaquín      | Atlético Municipal | 20 de junio | 12:30       |
| Deportes Linares   | 1 - 0     | Deportes Rengo        | Tucapel Bustamante | 20 de junio | 15:00       |
| Provincial Ovalle  | 2 - 0     | Trasandino            | Diaguita           | 21 de junio | 12:30       |
| Provincial Osorno  | 3 - 0     | Brujas de Salamanca   | Rubén Marcos       | 21 de junio | 15:00       |
| Deportes Melipilla | 3 - 0     | Santiago City         | Soinca Bata        | 22 de junio | 12:30       |
| General Velásquez  | 1 - 1     | San Antonio Unido     | Augusto Rodríguez  | 22 de junio | 15:00       |
| Barnechea          | vs        | Deportes Puerto Montt | Por definir        | Por definir | Por definir |

### Segunda rueda
| Fecha 14            | Fecha 14  | Fecha 14              | Fecha 14                  | Fecha 14    | Fecha 14    |             |
| Local               | Resultado | Visita                | Estadio                   | Fecha       | Hora        |             |
| ------------------- | --------- | --------------------- | ------------------------- | ----------- | ----------- | ----------- |
| Provincial Ovalle   | 2 - 1     | Deportes Rengo        | Diaguita                  | 18 de julio | 19:00       |             |
| Brujas de Salamanca | 0 - 0     | Deportes Puerto Montt | Municipal de Salamanca    | 19 de julio | 12:00       |             |
| Deportes Linares    | 5 - 4     | San Antonio Unido     | Tucapel Bustamante        | 19 de julio | 15:00       |             |
| Deportes Melipilla  | 3 - 0     | Provincial Osorno     | Soinca Bata               | 20 de julio | 12:30       |             |
| General Velásquez   | 2 - 2     | Concón National       | Augusto Rodríguez         | 20 de julio | 15:00       |             |
| Trasandino          | 2 - 2     | Santiago City         | Regional de Los Andes     | 20 de julio | 17:30       |             |
| Barnechea           | vs        | Real San Joaquín      | Municipal de Lo Barnechea | Por definir | Por definir | Por definir |

| Fecha 15            | Fecha 15  | Fecha 15              | Fecha 15                  | Fecha 15    | Fecha 15    |
| Local               | Resultado | Visita                | Estadio                   | Fecha       | Hora        |
| ------------------- | --------- | --------------------- | ------------------------- | ----------- | ----------- |
| San Antonio Unido   | 4 - 3     | Deportes Puerto Montt | Municipal de La Pintana   | 26 de julio | 12:30       |
| Provincial Osorno   | 1 - 1     | General Velásquez     | Rubén Marcos              | 26 de julio | 15:00       |
| Real San Joaquín    | 0 - 1     | Deportes Linares      | Guillermo Guzmán          | 26 de julio | 17:30       |
| Brujas de Salamanca | 1 - 0     | Trasandino            | Municipal 2 de Salamanca  | 27 de julio | 12:30       |
| Santiago City       | 1 - 2     | Provincial Ovalle     | Municipal de Lo Barnechea | 27 de julio | 15:00       |
| Concón National     | 0 - 1     | Deportes Melipilla    | Atlético Municipal        | 27 de julio | 17:30       |
| Deportes Rengo      | vs        | Barnechea             | Por definir               | Por definir | Por definir |

| Fecha 16              | Fecha 16  | Fecha 16            | Fecha 16              | Fecha 16    | Fecha 16    |
| Local                 | Resultado | Visita              | Estadio               | Fecha       | Hora        |
| --------------------- | --------- | ------------------- | --------------------- | ----------- | ----------- |
| Provincial Ovalle     | 1 - 0     | San Antonio Unido   | Diaguita              | 2 de agosto | 12:30       |
| Deportes Puerto Montt | 3 - 0     | Real San Joaquín    | Chinquihue            | 2 de agosto | 15:00       |
| Deportes Linares      | 2 - 0     | Concón National     | Tucapel Bustamante    | 2 de agosto | 17:30       |
| Deportes Melipilla    | 2 - 1     | Deportes Rengo      | Soinca Bata           | 3 de agosto | 12:30       |
| General Velásquez     | 4 - 1     | Santiago City       | Augusto Rodríguez     | 3 de agosto | 15:00       |
| Trasandino            | 3 - 1     | Provincial Osorno   | Regional de Los Andes | 3 de agosto | 17:30       |
| Barnechea             | vs        | Brujas de Salamanca | Por definir           | Por definir | Por definir |

| Fecha 17            | Fecha 17  | Fecha 17              | Fecha 17                 | Fecha 17     | Fecha 17    |
| Local               | Resultado | Visita                | Estadio                  | Fecha        | Hora        |
| ------------------- | --------- | --------------------- | ------------------------ | ------------ | ----------- |
| Brujas de Salamanca | 2 - 0     | Deportes Linares      | Municipal 2 de Salamanca | 15 de agosto | 15:00       |
| Deportes Rengo      | 1 - 3     | Deportes Puerto Montt | Guillermo Guzmán         | 15 de agosto | 17:30       |
| Concón National     | 0 - 1     | Trasandino            | Atlético Municipal       | 16 de agosto | 12:30       |
| Provincial Osorno   | 2 - 0     | Provincial Ovalle     | Rubén Marcos             | 16 de agosto | 15:00       |
| Real San Joaquín    | 2 - 3     | San Antonio Unido     | Guillermo Guzmán         | 17 de agosto | 12:30       |
| Deportes Melipilla  | 2 - 1     | General Velásquez     | Soinca Bata              | 17 de agosto | 15:00       |
| Santiago City       | vs        | Barnechea             | Por definir              | Por definir  | Por definir |

| Fecha 18              | Fecha 18  | Fecha 18            | Fecha 18                  | Fecha 18     | Fecha 18    |
| Local                 | Resultado | Visita              | Estadio                   | Fecha        | Hora        |
| --------------------- | --------- | ------------------- | ------------------------- | ------------ | ----------- |
| Concón National       | vs        | Provincial Osorno   | Atlético Municipal        | 23 de agosto | 12:30       |
| Deportes Linares      | vs        | Santiago City       | Tucapel Bustamante        | 23 de agosto | 15:00       |
| Deportes Puerto Montt | vs        | Trasandino          | Chinquihue                | 23 de agosto | 18:00       |
| San Antonio Unido     | vs        | Brujas de Salamanca | Municipal de Lo Barnechea | 24 de agosto | 12:30       |
| Real San Joaquín      | vs        | Deportes Rengo      | Guillermo Guzmán          | 24 de agosto | 15:00       |
| Provincial Ovalle     | vs        | General Velásquez   | Diaguita                  | 24 de agosto | 17:30       |
| Barnechea             | vs        | Deportes Melipilla  | Por definir               | Por definir  | Por definir |

| Fecha 19            | Fecha 19  | Fecha 19              | Fecha 19                  | Fecha 19        | Fecha 19    |
| Local               | Resultado | Visita                | Estadio                   | Fecha           | Hora        |
| ------------------- | --------- | --------------------- | ------------------------- | --------------- | ----------- |
| Provincial Osorno   | vs        | Deportes Linares      | Rubén Marcos              | 30 de agosto    | 15:00       |
| Deportes Melipilla  | vs        | Provincial Ovalle     | Soinca Bata               | 31 de agosto    | 12:00       |
| Brujas de Salamanca | vs        | Real San Joaquín      | Municipal 2 de Salamanca  | 6 de septiembre | 15:00       |
| Deportes Rengo      | vs        | San Antonio Unido     | Guillermo Guzmán          | 6 de septiembre | 17:30       |
| Santiago City       | vs        | Concón National       | Municipal de Lo Barnechea | 7 de septiembre | 12:30       |
| General Velásquez   | vs        | Deportes Puerto Montt | Augusto Rodríguez         | 7 de septiembre | 15:00       |
| Trasandino          | vs        | Barnechea             | Por definir               | Por definir     | Por definir |

| Fecha 20              | Fecha 20  | Fecha 20            | Fecha 20           | Fecha 20         | Fecha 20    |
| Local                 | Resultado | Visita              | Estadio            | Fecha            | Hora        |
| --------------------- | --------- | ------------------- | ------------------ | ---------------- | ----------- |
| Provincial Ovalle     | vs        | Concón National     | Diaguita           | 14 de septiembre |             |
| San Antonio Unido     | vs        | Trasandino          | Por definir        | 14 de septiembre |             |
| Deportes Puerto Montt | vs        | Deportes Melipilla  | Chinquihue         | 14 de septiembre |             |
| Real San Joaquín      | vs        | Santiago City       | Por definir        | 14 de septiembre |             |
| Deportes Rengo        | vs        | Brujas de Salamanca | Guillermo Guzmán   | 14 de septiembre |             |
| Deportes Linares      | vs        | General Velásquez   | Tucapel Bustamante | 14 de septiembre |             |
| Barnechea             | vs        | Provincial Osorno   | Por definir        | Por definir      | Por definir |

| Fecha 21           | Fecha 21  | Fecha 21              | Fecha 21                  | Fecha 21     | Fecha 21    |
| Local              | Resultado | Visita                | Estadio                   | Fecha        | Hora        |
| ------------------ | --------- | --------------------- | ------------------------- | ------------ | ----------- |
| General Velásquez  | vs        | Brujas de Salamanca   | Augusto Rodríguez         | 5 de octubre |             |
| Provincial Osorno  | vs        | San Antonio Unido     | Rubén Marcos              | 5 de octubre |             |
| Trasandino         | vs        | Real San Joaquín      | Regional de Los Andes     | 5 de octubre |             |
| Santiago City      | vs        | Deportes Rengo        | Municipal de Lo Barnechea | 5 de octubre |             |
| Deportes Melipilla | vs        | Deportes Linares      | Soinca Bata               | 5 de octubre |             |
| Provincial Ovalle  | vs        | Deportes Puerto Montt | Diaguita                  | 5 de octubre |             |
| Concón National    | vs        | Barnechea             | Por definir               | Por definir  | Por definir |

| Fecha 22              | Fecha 22  | Fecha 22           | Fecha 22               | Fecha 22      | Fecha 22    |
| Local                 | Resultado | Visita             | Estadio                | Fecha         | Hora        |
| --------------------- | --------- | ------------------ | ---------------------- | ------------- | ----------- |
| Deportes Linares      | vs        | Provincial Ovalle  | Tucapel Bustamante     | 12 de octubre |             |
| Deportes Puerto Montt | vs        | Concón National    | Chinquihue             | 12 de octubre |             |
| Deportes Rengo        | vs        | Trasandino         | Guillermo Guzmán       | 12 de octubre |             |
| Brujas de Salamanca   | vs        | Deportes Melipilla | Municipal de Salamanca | 12 de octubre |             |
| San Antonio Unido     | vs        | Santiago City      | Por definir            | 12 de octubre |             |
| Real San Joaquín      | vs        | Provincial Osorno  | Por definir            | 12 de octubre |             |
| Barnechea             | vs        | General Velásquez  | Por definir            | Por definir   | Por definir |

| Fecha 23           | Fecha 23  | Fecha 23              | Fecha 23                  | Fecha 23      | Fecha 23    |
| Local              | Resultado | Visita                | Estadio                   | Fecha         | Hora        |
| ------------------ | --------- | --------------------- | ------------------------- | ------------- | ----------- |
| Concón National    | vs        | Brujas de Salamanca   | Atlético Municipal        | 26 de octubre |             |
| Deportes Melipilla | vs        | San Antonio Unido     | Soinca Bata               | 26 de octubre |             |
| General Velásquez  | vs        | Real San Joaquín      | Augusto Rodríguez         | 26 de octubre |             |
| Provincial Osorno  | vs        | Deportes Rengo        | Rubén Marcos              | 26 de octubre |             |
| Trasandino         | vs        | Deportes Linares      | Regional de Los Andes     | 26 de octubre |             |
| Santiago City      | vs        | Deportes Puerto Montt | Municipal de Lo Barnechea | 26 de octubre |             |
| Provincial Ovalle  | vs        | Barnechea             | Por definir               | Por definir   | Por definir |

| Fecha 24              | Fecha 24  | Fecha 24           | Fecha 24               | Fecha 24       | Fecha 24    |
| Local                 | Resultado | Visita             | Estadio                | Fecha          | Hora        |
| --------------------- | --------- | ------------------ | ---------------------- | -------------- | ----------- |
| Real San Joaquín      | vs        | Provincial Ovalle  | Por definir            | 9 de noviembre |             |
| San Antonio Unido     | vs        | Concón National    | Por definir            | 9 de noviembre |             |
| Trasandino            | vs        | Deportes Melipilla | Regional de Los Andes  | 9 de noviembre |             |
| Brujas de Salamanca   | vs        | Santiago City      | Municipal de Salamanca | 9 de noviembre |             |
| Deportes Rengo        | vs        | General Velásquez  | Guillermo Guzmán       | 9 de noviembre |             |
| Deportes Puerto Montt | vs        | Provincial Osorno  | Chinquihue             | 9 de noviembre |             |
| Barnechea             | vs        | Deportes Linares   | Por definir            | Por definir    | Por definir |

| Fecha 25           | Fecha 25  | Fecha 25              | Fecha 25           | Fecha 25        | Fecha 25    |
| Local              | Resultado | Visita                | Estadio            | Fecha           | Hora        |
| ------------------ | --------- | --------------------- | ------------------ | --------------- | ----------- |
| Provincial Ovalle  | vs        | Brujas de Salamanca   | Diaguita           | 23 de noviembre |             |
| General Velásquez  | vs        | Trasandino            | Augusto Rodríguez  | 23 de noviembre |             |
| Deportes Melipilla | vs        | Real San Joaquín      | Soinca Bata        | 23 de noviembre |             |
| Provincial Osorno  | vs        | Santiago City         | Rubén Marcos       | 23 de noviembre |             |
| Concón National    | vs        | Deportes Rengo        | Atlético Municipal | 23 de noviembre |             |
| Deportes Linares   | vs        | Deportes Puerto Montt | Tucapel Bustamante | 23 de noviembre |             |
| Barnechea          | vs        | San Antonio Unido     | Por definir        | Por definir     | Por definir |

| Fecha 26              | Fecha 26  | Fecha 26           | Fecha 26                  | Fecha 26        | Fecha 26    |
| Local                 | Resultado | Visita             | Estadio                   | Fecha           | Hora        |
| --------------------- | --------- | ------------------ | ------------------------- | --------------- | ----------- |
| Trasandino            | vs        | Provincial Ovalle  | Regional de Los Andes     | 30 de noviembre |             |
| Real San Joaquín      | vs        | Concón National    | Por definir               | 30 de noviembre |             |
| Santiago City         | vs        | Deportes Melipilla | Municipal de Lo Barnechea | 30 de noviembre |             |
| San Antonio Unido     | vs        | General Velásquez  | Por definir               | 30 de noviembre |             |
| Deportes Rengo        | vs        | Deportes Linares   | Guillermo Guzmán          | 30 de noviembre |             |
| Brujas de Salamanca   | vs        | Provincial Osorno  | Municipal de Salamanca    | 30 de noviembre |             |
| Deportes Puerto Montt | vs        | Barnechea          | Por definir               | Por definir     | Por definir |

## Campeón
|  |
|  |
|  |

## Estadísticas

### Goleadores
| Jugador            | Equipo                | Goles |
| ------------------ | --------------------- | ----- |
| Diego Bielkiewicz  | Provincial Osorno     | 16    |
| Cristian Duma      | Deportes Linares      | 13    |
| Luciano Vázquez    | Deportes Puerto Montt | 12    |
| Rodrigo Gattas     | Concón National       | 8     |
| José Tomás Herrera | General Velásquez     | 8     |
| Benjamín Inostroza | Deportes Melipilla    | 7     |
| Felipe Escobar     | Brujas de Salamanca   | 7     |
| Sebastián Pérez    | Deportes Puerto Montt | 7     |
| Gabriel Tellas     | San Antonio Unido     | 7     |
| Javier Quiñones    | Trasandino            | 7     |

### Hat-tricks y pókers
| Fecha               | Jugador         | Goles | Partido                                 |
| ------------------- | --------------- | ----- | --------------------------------------- |
| 24 de mayo de 2025  | Luciano Vázquez | 3     | Deportes Puerto Montt vs. Santiago City |
| 19 de julio de 2025 | Cristian Duma   | 3     | Deportes Linares vs. San Antonio Unido  |

### Sub-21
| Equipo                | Req. | Dis. | Pen. | %  |
| --------------------- | ---- | ---- | ---- | -- |
| Brujas de Salamanca   | 0    | 0    | 0    | 0% |
| Concón National       | 0    | 0    | 0    | 0% |
| Deportes Linares      | 0    | 0    | 0    | 0% |
| Deportes Melipilla    | 0    | 0    | 0    | 0% |
| Deportes Puerto Montt | 0    | 0    | 0    | 0% |
| Deportes Rengo        | 0    | 0    | 0    | 0% |
| General Velásquez     | 0    | 0    | 0    | 0% |
| Provincial Osorno     | 0    | 0    | 0    | 0% |
| Provincial Ovalle     | 0    | 0    | 0    | 0% |
| Real San Joaquín      | 0    | 0    | 0    | 0% |
| San Antonio Unido     | 0    | 0    | 0    | 0% |
| Santiago City         | 0    | 0    | 0    | 0% |
| Trasandino            | 0    | 0    | 0    | 0% |

## Entrenadores
En cursiva quienes se desempeñaron como entrenadores interinos.
| Equipo             | Entrenador             | Período          |
| ------------------ | ---------------------- | ---------------- |
| Santiago City      | Juan José Luvera       | 1.° - 2.°        |
| Santiago City      | Yerko Abayay           | 3.° - 9.°        |
| Santiago City      | Rafael Celedón         | 10.° en adelante |
| Concón National    | Cristián Salazar       | 1.° - 3.°        |
| Concón National    | Sebastián Núñez        | 4.° - 16.°       |
| Concón National    | Orlando Gutiérrez      | 17.° en adelante |
| San Antonio Unido  | Christian Lovrincevich | 1.° - 5.°        |
| San Antonio Unido  | Fernando Gutiérrez     | 6.° en adelante  |
| Deportes Melipilla | Víctor Quintanilla     | 1.° - 9.°        |
| Deportes Melipilla | Marcelo Palma          | 10.° - 16.°      |
| Deportes Melipilla | ?                      | 17.° en adelante |
| Provincial Osorno  | Fernando Guajardo      | 1.° - 15.°       |
| Provincial Osorno  | Rodrigo Venegas        | 16.° en adelante |
| Provincial Ovalle  | Felipe Cornejo         | 1.° - 16.°       |
| Provincial Ovalle  | ?                      | 17.° en adelante |